# Il professore di desiderio
Il professore di desiderio (in originale The Professor of Desire) è un romanzo di Philip Roth pubblicato nel 1977. Racconta l'inizio della vita erotica e sentimentale di David Kepesh ed è il secondo libro di una trilogia di opere con lo stesso protagonista. Gli altri due sono Il seno (1972) e L'animale morente (2001).

## Trama
David Kepesh, nato in una famiglia di ebrei, è uno studente dotato e ben presto avviato verso una brillante carriera di professore di letteratura in varie università, prima sulla West Coast e in seguito a New York.
Lo studente Kepesh si definisce "erudito fra i libertini e libertino fra gli eruditi" e il fascino e l'attrazione esercitati su di lui dal genere femminile sono vissuti come una reale questione di conoscenza. Presto si ritrova a vivere momenti coinvolgenti e ad alto tasso di erotismo, prima a Londra con due studentesse svedesi, poi nelle relazioni con donne di forte personalità e intelligenza. Ogni incontro è anche un'occasione per riflettere sulla passione e sui sentimenti.

## Edizioni italiane
- trad. Pier Francesco Paolini, Milano, Bompiani, 1978
- trad. Norman Gobetti, collana Supercoralli, Torino, Einaudi, 2009, pp. 234, ISBN 9788806178949 
poi in Super ET, 2010 
infine in Super ET uniform edition, 2014, pp. 234, ISBN 9788806222932